# 138a brigada de l'HV
La 138a Brigada de l'Exèrcit croat (HV) (en croat: 138. brigada Hrvatske vojske) Goranski risovi fou una brigada de l'Exèrcit croat creada després del decret del president croat Franjo Tuđman el 28 d'octubre del 1991. La seu de la brigada és situada a Delnice.

## Història
La brigada es fundà després d'un decret donat pel president de la República de Croàcia Dr. Franjo Tuđman l'any 1991 després que comencés la guerra de la independència croata. La primera vegada que la brigada entrà en acció el 5 de novembre, quan edifics militars del Exèrcit Popular Iugoslau (JNA) són ocupats al poble de Delnice. El 9 de desembre entra al camp de batalla de Lika on juntament amb la 111a brigada de l'HV Zmajevi, on premuneixen per gairebé 5 fins al novembre del 95.

### Operació tempesta
Durant l'Operació tempesta (Operacija Oluja) la brigada participà ara reorganitzada i nomenada 138è Regiment de la Guàrdia Nacional, on amb èxit ajuda a penetrar la ruta de Glibodol - Lička Jasenica aconseguint avançar.